# Daniela Denby-Ashe
Daniela Denby-Ashe (ur. 9 sierpnia 1978 w Londynie) – angielska aktorka polskiego pochodzenia.

## Życie
Daniela Denby-Ashe urodziła się w Londynie w roku 1978. Jej ojciec, Mirosław Pszkit, urodził się w Polsce, a do Wielkiej Brytanii przybył w wieku 12 lat. Matka aktorki urodziła się na Wyspach, a wychowywała się do II wojny światowej we Francji, lecz miała polskich rodziców. Denby-Ashe mówi dzięki temu płynnie nie tylko po angielsku, lecz również po francusku i polsku. Kiedy jej rodzice brali ślub, wykorzystali książkę telefoniczną aby znaleźć dla siebie odpowiednie, angielsko-brzmiące nazwisko, jako że niektórzy mieli problemy z wymówieniem polskiego Pszkit. Jedno z nich znalazło „Denby”, a drugie „Ashe” i nie potrafili się zdecydować na jedno z nich, dlatego pozostawili oba.
Denby-Ashe zaczęła uczyć się baletu w wieku dwóch i pół lat, a w wieku lat 10 – 16 uczęszczała do szkoły teatralnej. Początki jej kariery obejmowały występy w reklamach oraz rola córki Saffy w epizodzie serialu Absolutely Fabulous w roku 1995. Pojawiła się również w serialu The Bill i w sitcomie Desmond's.

## Kariera
Daniela Denby-Ashe po raz pierwszy wystąpiła w reklamie przekąski o nazwie Skips, co sprawiło, że została zauważona i dostała rolę Sary Hills w serialu EastEnders. Grała tę rolę do roku 1999. W kolejnym roku zaczęła grać postać Janey Harper w nowym serialu komediowym o nazwie My Family.
W roku 2004 zagrała główną rolę kobiecą w serialu wyprodukowanym przez stację BBC o nazwie North and South (Północ Południe), a w roku 2006 zagrała postać Mary w jednym z odcinków serialu Torchwood.
Inne seriale telewizyjne, w których się pojawiła, to Is Harry on the Boat?, Office Gossip, Rescue Me i The Afternoon Play.
W roku 2005 zagrała w radiowej audycji komediowej o nazwie Ring Around the Bath. Jeśli chodzi o jej karierę teatralną – wystąpiła w londyńskich teatrach Yvonne Arnaud Theatre i Criterion Theatre w sztuce The Countess oraz w teatrze Royal Court Theatre w sztuce Motortown. W roku 2007 Denby-Ashe zagrała postać sekretarki Roberta Maxwella w serialu wyprodukowanym przez BBC pt. Maxwell.